# パンダの大冒険
『パンダの大冒険』（パンダのだいぼうけん 英題: Panda's Adventures）は、1973年3月17日封切の『東映まんがまつり』内で公開された、東映動画制作の劇場用アニメ映画である。フジカラー、ワイド、50分。
キャッチコピーは「攻めてくるぞ ひぐまの大軍 ボクはパンダ くまの国の強い戦士だ!!」。

## 概要
1972年10月28日、日中友好親善使節として中国から2頭のジャイアントパンダ（以降「パンダ」と表記）「ランラン」と「カンカン」が上野動物園にやって来て、2頭は日本中の人気者となり、上野動物園は連日長蛇の列、おもちゃ屋ではパンダのぬいぐるみや人形が飛ぶ様に売れ、時ならぬパンダブームが起きた。アニメ界でもこの人気に便乗し、東京ムービー（現：トムス・エンタテインメント）とAプロダクション（現：シンエイ動画）が元東映動画のメンバーだった宮崎駿・大塚康生・小田部羊一・高畑勲をスタッフに起用して、『パンダコパンダ』という中篇作品を制作、1972年12月17日封切の『東宝チャンピオンまつり』内で公開した。
かつて1958年10月21日公開の劇場用第1作『白蛇伝』で、全くの無名だったパンダを登場させた経歴のある東映動画は、面子にかけても先にパンダアニメを発表したかったが、当時東映動画は登石社長の希望退職者募集に対するスタジオロックアウト中で、TVアニメも全て下請&外注だったため、一番乗りは出来なかった。それでもパンダ来日後の1972年10月より、外注で本作の製作を開始、年が明けた1月からは製作を再開、ロックアウト終結後の本社でも製作がかなり行われ、初号試写が3月7日というギリギリの線だった。なお封切られた3月17日では、東宝でも『東宝チャンピオンまつり』内の作品として、『パンダコパンダ 雨ふりサーカスの巻』が上映、期せずしてパンダアニメが激突するかたちとなった。
物語は、何故かクマの国に王子として生まれたパンダのロンロンが、人間社会に行って修行をし、クマの国の王位を狙うヒグマのデモンと戦うといった構成となっている。
劇中では次の様な,
時代を反映する場面が存在する。
1. ロンロンの修行場面でレッサーパンダのピンチが、ザ・ドリフターズのコントの様に笛を吹きながらメガホンでロンロンを叩く。
2. 空腹になったピンチが「♪鮭のフライが、即、食いたいな～」と、「ククレカレー」（ハウス食品）のCMソングの替え歌を歌う。
3. サルのモン次郎が『木枯し紋次郎』の如く、口に銜えた楊枝をデモン配下のヒグマに発射する[2]。
4. ロンロンがデモンに蹴りをお見舞いする際、『仮面ライダー』の如く「パンダーキーック!!」と叫ぶ

またスカンクが、ゾウのジャンボの鼻をカタパルトにして、放屁しながら飛行機の如く空を飛び、ヒグマに放屁攻撃をするという、飛行機マニアの芹川有吾らしい演出も見られる。
原画の一人には、動物キャラで定評の有る森康二が存在するが、森は本作をもって東映動画を退社した。
1973年5月18日にシンガポールで開催された「第19回アジア映画祭」で、本作が出展、「技術特別賞」を受賞した。
なお本作はその後、1979年7月21日封切の『'79国際児童年記念 東映まんがまつり』内でリバイバル上映されたが、一部都市での興行に止まり、全国公開には至らなかった（夏興行が「一部での公開」はこの時のみ）。

## ストーリー
どこかの山奥に有る平和なクマの国に、王子が産まれた。王子はロンロンと名付けられるが、そのロンロンは白黒の斑点が付いた変なクマ。それもそのはずロンロンは実はパンダであり、コウノトリのミスでクマの国に届けられたのであった。密かにクマの国の王位を狙うヒグマのデモンはこれを見て、「昔から王位を継ぐ者は、ヒグマかツキノワグマに決まってる。こんなパンダに世継ぎの資格は無い!!」と抗議するが、母クマの女王にその場は退けられた。月日が流れ、ロンロンは大きく成長するが、弱虫でいつも失敗ばかり、そこで女王は、ロンロンに修行を命じた。かくしてロンロンは子クマのピンチを連れて、修行のために下山した。一方デモンはロンロンが下山した事を知ると、王位継承の一環としてロンロンの抹殺を企み、腹心のタヌキのポン太に後を追う様に命じた。
やがてロンロンとピンチは町の近くまで来るが、そこで人間の仕掛けた罠に捕まり、サーカス団に売られた。そこでロンロンは、サーカス団の花形であるメスパンダのフィフィと知り合うが、フィフィはロンロンを「弱虫」だとからかう。そこで一念発起したロンロンは、サーカス団で修行を積んで強い子に成長、やがてフィフィを始め、サーカス団の動物達とも仲良くなった。その様子を見たポン太は、サーカスのテントに放火、ロンロンはフィフィや動物達を救い、一緒に森まで逃げた。やがてロンロンたちはみんなが住む新たな場所を探し始める。
一方クマの国では、ロンロンが焼け死んだという連絡が入り、女王は大きなショックを受ける。 更にデモンが止めとばかり、部下のヒグマ達を連れてクーデターを起こし、女王と長老は拉致され、他のクマも全て国から追放されてしまった。これをトンチから聞いたロンロンは早速クマの国へ急ぐが、クマの国はデモン一派によって、あらゆる道を塞がれてしまった。そこでロンロンは唯一塞がれていない滝を、決死の思いでよじ登り、道を開放してデモン一派と戦う。やがてサーカス動物達も助太刀に入り、デモン配下のヒグマ達はスカンクの放屁攻撃「スカンク・ミサイル」でダウン、そしてデモンは滝にロンロンを追いつめるが、ロンロンに身をかわされた挙げ句、ロンロンの跳び蹴りで滝底へ転落、戦いはロンロン達の大勝利に終わった。もうロンロンは弱虫でない、立派なクマの国の王子となったのだ。その一方でサーカス動物達はロンロンと別れて旅立とうとしたが、そこへロンロンが。女王の許可を得て「新たな場所探し」を続けようとするのだ。かくてロンロンは元気が出たサーカス動物達、更に後を追ったピンチと共に旅立った。

## 登場キャラクター
本作の登場キャラクターは、大別して「クマの国」と「サーカス団」に分けられ、更に「クマの国」は「ロンロンと王族」・「デモン一派」・「国民」に分けられる。なお人間キャラは、OPに登場する「警察官」と、「ハンター」・「サーカスの座長」・「サーカスの客」のみで、「ハンター」と「座長」に至っては顔を見せない。

### クマの国

#### ロンロンと王族
ロンロン
本編の主人公であるオスのジャイアントパンダ。コウノトリのミスでクマの国に届けられ、失敗続きでピンチと共に下山するも、サーカス団で修行をして強い子に成長、デモンと戦える様になる。
女王（じょおう）
ロンロンの母にしてクマの国の支配者である白いクマ。抗議をしたデモンや、失敗続きのロンロンを一喝するなど、支配者らしい威厳を持つ。
長老（ちょうろう）
文字通りのクマの国の長老格。クマなのに何故か総入れ歯。

#### デモン一派
デモン
クマの国の王位を狙う、クマの国一の無法者であるヒグマ。乱暴で力も強く、腹心のポン太は元よりクマの国の国民にも恐れられている。多数の部下ヒグマが居る。
ポン太（ポンた）
クマの国に出入りしているタヌキで、デモンの腹心。デモンには低姿勢を貫いているものの、下山したロンロンを殺す様に命ぜられた時は驚いている。間抜けで自滅してロンロン抹殺が失敗する事も多い。何故か松山弁で喋るのが特徴で、語尾に「もし」を付けるのが癖。最後はピンチ・トンチを驚かせようと怪獣に化けるも、デベソを抜かれて体がしぼんでしまった。

#### 国民
ピンチ
クマの国の国民であるレッサーパンダ。ロンロンとは無二の親友で、下山したロンロンと共に自分も後を追う。
トンチ
同じくクマの国の国民であるレッサーパンダ。ピンチの親友。

### サーカス団
フィフィ
本編のヒロインであるメスのジャイアントパンダ。サーカスの花形で、弱虫のロンロンを嫌っていたが、強い子に成長した事で見直す様になる。
ジャンボ
サーカス団に所属するゾウのおばさん。動物の中で一番の巨体にして力自慢。
フーテンの虎（フーテンのとら）
サーカス団に所属するトラ。ジャンボほどではないが力自慢。名前は映画『男はつらいよ』シリーズの主人公・車寅次郎のあだ名「フーテンの寅さん」から。
モン次郎（モンじろう）
サーカス団に所属するサル。いつも爪楊枝を持っている。名前は「モンキー」（サル）と「木枯し紋次郎」から。

## 声の出演
- ロンロン：太田淑子
- フィフィ：平井道子
- 女王：増山江威子
- 長老：八奈見乗児
- ピンチ：山本圭子
- トンチ：野村道子
- デモン：富田耕生
- ポン太：大竹宏
- ジャンボ：野沢雅子
- フーテンの虎：永井一郎
- モン次郎：田の中勇
- サーカスの座長：北川国彦
- その他：青二プロ
- ナレーター：千々松幸子

## スタッフ
- 製作：登石雋一
- 製作担当：茂呂清一
- 企画：横山賢二
- 脚本：山浦弘靖
- 作画監督：高橋信也
- 美術監督：福本智雄
- 原画：大工原章、野田卓雄、細田暉雄、白川忠志、森康二
- 動画：田代和男、小林慶輝、長沼寿美子、山田みよ
- 演出助手：中込綏彦
- 背景：内川文広、伊藤岩光、陶山尚治、杉本隆一
- トレース：宮沢あき子、長田幸子
- 彩色：下田広秋、梢志津子
- 仕上検査：小椋正豊
- 特殊効果：佐藤章二
- 撮影：スタジオ珊瑚礁、森口洋輔
- 編集：千蔵豊
- 録音：神原広巳
- 音響効果：E&Mプランニングセンター
- 製作進行：井出昭一郎、白根基万、鳥本武
- 現像：東映化学
- 音楽：小杉太一郎
- 演出：芹川有吾

## 主題歌
- 作詞：山浦弘靖／作曲：小杉太一郎
  - 主題歌「パンダの行進曲」歌：コロムビアゆりかご会、サニー・シンガース
  - 挿入歌「パンダの子守唄」歌：川田正子、サニー・シンガース

オープニング映像はかなりコミカルで、次の様な展開になっている。
1. ロンロンが製作名称を「パンダのロンロン」と書き換える。
2. ロードローラーでテロップを潰し、「パンダのロンロン」と書き換える。
3. 野球選手になったロンロンが、ボールを投げてテロップを壊す。
4. 大砲で撃ってテロップを壊す。
5. ボウリングのボールを投げてテロップを壊す。
6. 掃除機でテロップを吸い取る。
7. 西部のガンマンになったロンロンが、二丁拳銃を放ってテロップを壊す。
8. ギャングになったロンロンが、マシンガンでテロップを壊す。
9. 消防士になったロンロンが、放水してテロップを消す。
10. トランペットを吹き、音程の悪い音を出して逃がす。
11. 「演出 芹川有吾」のテロップを壊そうとしたら警察官が出て来たので、慌てて「芹川有吾」の脇に「と パンダのロンロン」と書き足して逃げる（呆気に取られる警察官）。

## 映像ソフト
- ビデオソフト（VHS）化はされたが絶版（レーザーディスクは発売されてない）、現在は東映ビデオからDVDが発売&レンタルされている。なお現在のところ、「復刻! 東映まんがまつり」バージョンは発売されてない。

## 備考
- 主題歌「パンダの行進曲」は、1975年3月21日封切り「東映まんがまつり」の「予告編」後半部に、インストルメンタルが使用された。
- ロンロン役の太田淑子は、『パンダコパンダ』でも子パンダのパンちゃんを演じ、続く『～雨ふりサーカスの巻』ではトラを演じている。
- 本作と『パンダコパンダ 雨ふりサーカスの巻』は、ストーリーの一部にサーカス団が登場するという点が似ている。

## 同時上映
|          | 作品名                                      | 原作       | （声の）出演                                                                     | 備考                       |
| -------- | ------------------------------------------- | ---------- | -------------------------------------------------------------------------------- | -------------------------- |
| 1973年版 | 飛び出す人造人間キカイダー                  | 石森章太郎 | 伴大介、水の江じゅん、神谷政浩、植田峻、安藤三男                                 | 劇場用新作（一部立体映像） |
| 1973年版 | 仮面ライダーV3                              | 石森章太郎 | 宮内洋、小林昭二、藤岡弘、佐々木剛、納谷悟朗                                     |                            |
| 1973年版 | バビル2世 （第1作）                         | 横山光輝   | 神谷明、野田圭一、野村道子、大塚周夫                                             |                            |
| 1973年版 | ひみつのアッコちゃん （第1作）              | 赤塚不二夫 | 太田淑子、白川澄子、大竹宏                                                       |                            |
| 1973年版 | マジンガーZ                                 | 永井豪     | 石丸博也、松島トモ子、八奈見乗児、大竹宏、富田耕生                               |                            |
| 1979年版 | バトルフィーバーJ                           | 八手三郎   | 谷岡弘規、倉地雄平、伊藤武史、大葉健二、ダイアン・マーチン、東千代之介、飯塚昭三 |                            |
| 1979年版 | SF西遊記スタージンガー 悪魔のバリバリゾーン | 松本零士   | 石丸博也、杉山佳寿子、富山敬、富田耕生                                           |                            |
| 1979年版 | 花の子ルンルン                              | 神保史郎   | 岡本茉莉、白石冬美、神山卓三、水島裕、喜多道枝、はせさん治                       |                            |
| 1979年版 | ねずみのよめいり                            | （なし）   | ？                                                                               | 1961年製作の短編アニメ     |

1973年版は依然として変身物が人気があったが、その一方で『マジンガーZ』が『まんがまつり』に初登場、以後『マジンガーシリーズ』が『まんがまつり』を席巻していく。またこの時期は『バビル2世』のためにTVの『東映魔女っ子シリーズ』は中断していたが、『まんがまつり』では引き続き『魔女っ子』は継続されていた。
1979年版は一部地域公開、それも急遽編成されたために、夏興行では珍しく一本も新作が無い。しかし1975年夏以来中断していた『魔女っ子』が4年振りに上映、また1978年夏以来中断していた『スーパー戦隊シリーズ』も1年振りの上映となった。